# Stefan Ciekański
Stefan Ciekański (Łódź, 29 de maig de 1958) va ser un ciclista polonès. Sempre competí com amateur. Va guanyar una medalla d'argent al Campionat del Món de Contrarellotge per equips de 1979. Va participar en una edició dels Jocs Olímpics.

## Palmarès
- 1980
  -  Campió de Polònia en contrarellotge per equips